# Schizotaenia vagneri
Schizotaenia vagneri är en mångfotingart som beskrevs av Dobroruka 1973. Schizotaenia vagneri ingår i släktet Schizotaenia och familjen storjordkrypare.
Artens utbredningsområde är Kenya. Inga underarter finns listade i Catalogue of Life.